# Sian Ka'an
La Reserva de la Biósfera de Sian Ka'an (del maya: Sian Ka'an ‘puerta del cielo’‘lugar donde empieza el cielo’) es un espacio natural protegido que se localiza en la costa caribeña del estado de Quintana Roo, México. Fue declarada Patrimonio de la Humanidad por la Unesco en el año 1987 y sitio Ramsar (número 1329) en 2003.
El término Sian Kaʼan, de la lengua maya yuateca, "significa 'puerta del cielo' o 'lugar donde comienza el cielo'."
Con la participación de científicos, técnicos, estudiantes, pescadores, campesinos, promotores rurales, y administradores, junto con socios regionales e internacionales, se han realizado exitosamente más de 200 proyectos de conservación basando todas las acciones de conservación en información científica y técnica para el planeamineto e implementación de políticas ambientales y la propuesta de soluciones viables para el aprovechamiento sustentable de los recursos naturales y enfocando sus esfuerzos establecidos dentro de ocho áreas naturales protegidas que incluyen los arrecifes de Banco Chinchorro y Xcalak al sur de Quintana Roo, la Reserva de la Biosfera de Sian Kaʼan, Cancún, la isla de Cozumel que se encuentra frente a Xcaret y Isla Contoy al norte, cubriendo 780000 ha. Estas áreas se encuentran en partes de los siete Mar Caribe municipios costeros del estado, con la mayor parte en el este de Felipe Carrillo Puerto, donde se encuentra la gran mayoría de la Reserva de la Biosfera de Sian Kaʼan.

## Descripción
La Reserva de la Biósfera de Sian Ka'an se localiza a 140 km de Cancún y a 10 km de Tulum. Ocupa una superficie de 528,147 hectáreas, que pertenecen a los municipios quintanarroenses de Felipe Carrillo Puerto y Tulum. Los ejidos que colindan con la biosfera son el de Pino Suárez, Chunyaxché, Felipe Carrillo Puerto, X-Hazil Sur y Andrés Quintana Roo.
La Reserva de la Biosfera de Sian Ka'an (cuyo nombre en maya significa Puerta del Cielo) forma parte de la provincia geológica de la península de Yucatán, cuya principal característica es la planitud de su relieve y que su superficie está constituida principalmente por piedra caliza, misma que impide la formación de corrientes superficiales de agua y favorece el afloramiento de unos pozos conocidos como cenotes en México. Frente a la costa de Sian Ka'an, en el mar Caribe , se ubica un complejo de arrecifes coralinos que constituyen el segundo más amplio en su tipo, después de la Gran Barrera de Arrecifes, al oriente de la costa de Australia. 
En la costa de esta Reserva de la Biosfera se localizan amplias playas de arena blanca, pequeñas bahías y manglares, entre otros sistemas ecológicos. Cada uno de estos espacios alberga distintos tipos de fauna. El clima es cálido subhúmedo, y la época de lluvias se presenta durante el verano. Debido a su ubicación frente a las costas del Caribe, Sian Ka'an está expuesta a los huracanes que tienen lugar en el mar Caribe entre los meses de junio y noviembre. Debido al deficiente drenaje natural de la zona, en la época de lluvias buena parte de su superficie permanece anegada en el verano. Se pueden encontrar 4 tipos de manglares que son el mangle rojo, mangle negro, mangle blanco y mangle gris.

### Atractivos

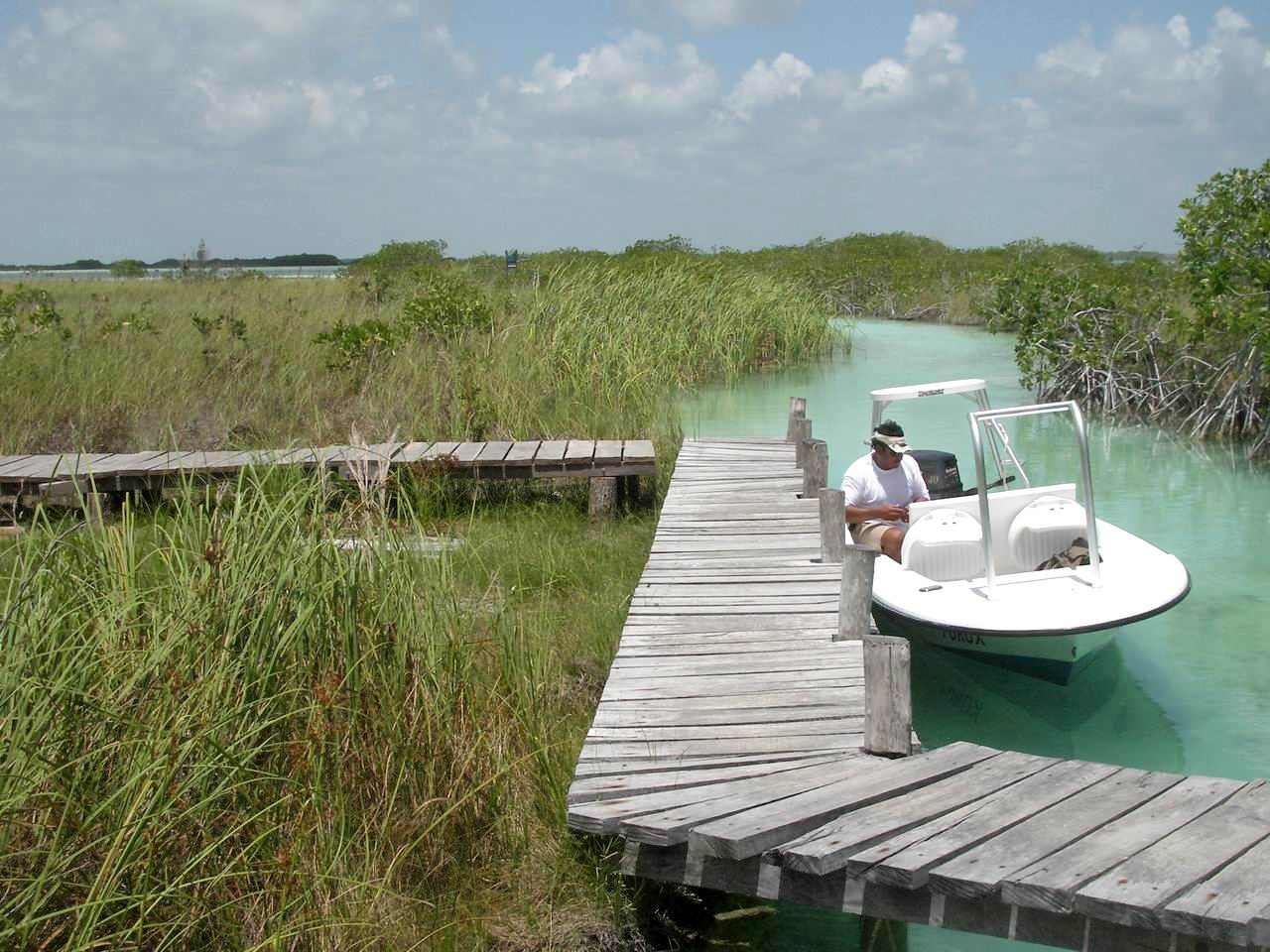
Paisaje de los humedales en Sian Ka'an.

Un ecosistema muy peculiar en los humedales de Sian Ka'an es el de los llamados petenes, unas masas de árboles que pueden medir hasta treinta metros de altura y que se levantan entre las hierbas de los pantanos. Estas formaciones vegetales son casi únicas en el mundo, pues fuera de la península de Yucatán, no existen más que en el estado norteamericano de Florida, donde se les conoce como hammocks, y en Cuba, donde se les llama cayos de monte. En su mayoría tienen forma oval o circular y su tamaño varía desde unas decenas de metros hasta casi dos kilómetros de diámetro. Se generan debido a la presencia de manantiales de agua dulce, que brotan en medio de los pantanos de agua salobre y permiten el crecimiento negros de grandes árboles.
Hay 23 yacimientos arqueológicos en la reserva, incluyendo a Muyil y Tampak, entre otros.[cita requerida]

### Operación
En 1993 es editado el programa de manejo de la reserva que incluye diversos componentes a ejecutar, así como sus normas de uso y zonificación. Entre los principales componentes se pueden citar el de conservación que incluye inspección y vigilancia, prevención y combate de incendios forestales, así como restauración ecológica. El de desarrollo social sostenible que incluye el manejo de recursos naturales; el de uso público dividido en participación local, patrimonio arqueológico y cultural, recreación y educación ambiental y promoción. Así como la promoción de la investigación científica y la administración. 
La Reserva es administrada por el gobierno federal de México por conducto de la Comisión Nacional de Áreas Naturales Protegidas que colabora muy estrechamente con organizaciones no gubernamentales, organizaciones de productores, instituciones de investigación y la iniciativa privada.

### Reglas y recomendaciones para su visita
- Seguir las indicaciones del personal del ANP y de guías especializados.
- Usar telescopios o binoculares para evitar acercarse a los animales silvestres.
- Tomar fotografías y nunca llevar a casa “recuerdos” como plantas, animales, corales o cualquier otra especie del lugar.
- No colectar o dañar a la flora y a la fauna.
- No introducir animales o plantas ajenos a la región.
- No hacer ruido en áreas de anidación de aves u otras especies.
- No utilizar vestimenta de colores demasiado brillantes.
- No alimentar a los animales silvestres
- No arrojar objetos o líquidos en ríos, lagunas o cuerpos de agua.
- Procurar llevarse la basura generada durante la visita, o depositarla en algún sitio destinado a ello.
- Utilizar sólo bronceadores biodegradables.
- Por ningún motivo adquirir plantas o animales en peligro de extinción.
- Utilizar los senderos marcados.

## Antecedentes históricos
A principios de 1981, el Centro de Investigaciones de Quintana Roo (CIQRO)  emprendió una serie de estudios conducentes a la creación de una reserva de la biósfera en Quintana Roo, proyecto que encerraba dentro de sí todos los objetivos de la institución, puesto que permitía integrar el total de sus acciones en un solo esquema. Después de realizar estudios preliminares para definir la mejor ubicación de la reserva, abarcando las bahías de la Ascensión y del Espíritu Santo, la barrera de arrecifes y las marismas y selvas subperennifolias de los actuales municipios de Tulum, Felipe Carrillo Puerto y Bacalar, se consideró que el área seleccionada para su creación era altamente representativa de la península de Yucatán e incluía muestras inalteradas de casi todos sus biomas. La población residente era de baja densidad y estaba compuesta por pescadores y campesinos mayas.

El CIQRO generó estudios sobre la biodiversidad, la economía y la sociedad de la región, que demostraban su cumplimiento con los estrictos requisitos de MaB/UNESCO.  La dirección general del proyecto CIQRO y las labores de gestión política y administrativa ante la UNESCO, así como ante la Presidencia de la República, el gobierno de Quintana Roo y diversas secretarías federales, relativas a la creación de la Reserva de la Biósfera, fueron realizadas de 1978 a 1986 por el director y fundador del CIQRO, el Dr. Alfredo Careaga.
Con una extensión de 528,147 Ha. (aproximadamente 408,000 terrestres y 120,000 marinas), Sian Ka'an fue la primera gran área tropical protegida de México y quedó constituida por decreto presidencial como Reserva Nacional de la Biosfera el 20 de enero de 1986. Fue reconocida y homologada como Reserva de la Biósfera por el programa El hombre y la biosfera (MaB) de la UNESCO a finales de 1986.

## Sitios arqueológicos

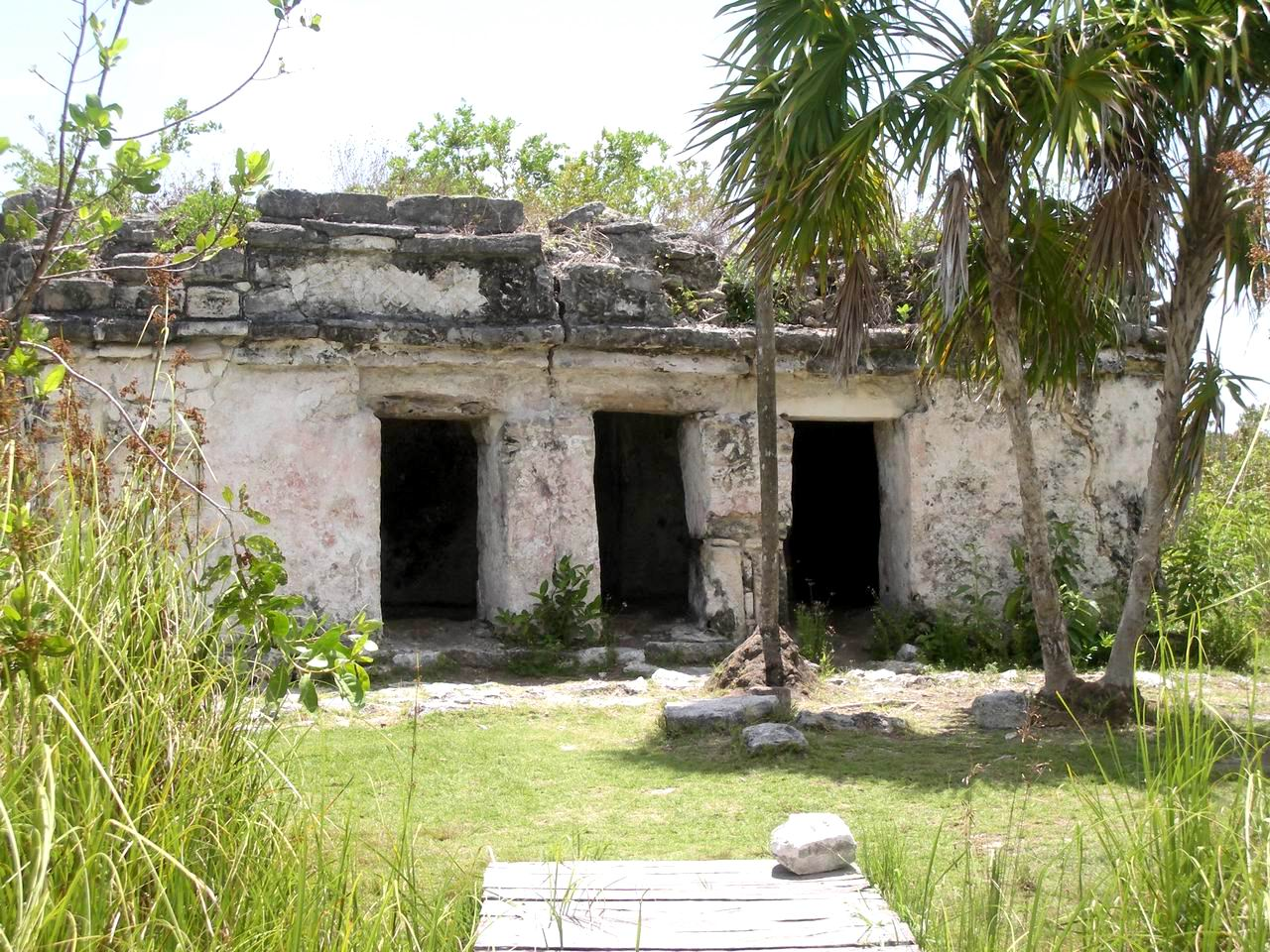
Sian Ka'an: Templo Xlahpak Vigía del Lago.

En el parque nacional se han descubierto hasta la fecha una veintena de yacimientos arqueológicos.Se trata de yacimientos mayas de los siglos XIII al XVI. El más conocido de ellos es Muyil (Chunyaxché). Las ruinas de Muyil se encuentran a unos 20 km al suroeste de Tulum. La autopista 307 Cancún-Chetumal atraviesa este yacimiento arqueológico.
Muyil estuvo habitado en el Clásico Maya (250 a 900), pero los edificios datan principalmente del Postclásico (900 a 1500). Periodo (900 a 1500). Al igual que Tulum, el distrito ceremonial estaba probablemente rodeado por una muralla. La ciudad estuvo probablemente habitada hasta la extensa conquista de la costa caribeña por los españoles hacia 1550.
A unos 5 km al sureste se encuentra el pequeño templo de Xlahpak, no lejos de la desembocadura de agua dulce de la laguna de Chunyaxché. Otros yacimientos se encuentran en la península de Boca Paila, una larga y estrecha península que separa la zona protegida del Mar Caribe en el noreste. Está interrumpida a mitad de su longitud por un canal de marea de unos 20 metros de ancho. Punta Allen se encuentra en su extremo sur. El nombre Boca Paila significa boca plana.

## Biodiversidad
De acuerdo al Sistema Nacional de Información sobre Biodiversidad de la Comisión Nacional para el Conocimiento y Uso de la Biodiversidad (CONABIO) en toda la Reserva de la Biosfera Sian Ka’an habitan más de 2,580 especies de plantas y animales de las cuales 158 se encuentra dentro de alguna categoría de riesgo de la Norma Oficial Mexicana NOM-059  y 55 son exóticas. Y en la Reserva de la Biosfera de los Arrecifes de Sian Ka’an habitan más de 315 especies de plantas y animales de las cuales 37 se encuentra dentro de alguna categoría de riesgo de la Norma Oficial Mexicana NOM-059  y 3 son exóticas,

### Especies endémicas.
Gracias a la gran variedad de ecosistemas que existen en la reserva, se pueden encontrar una gran cantidad de especies endémicas de Mesoamérica, como lo son: el jaguar (Phantera onca), el mono aullador negro (Alouatta pigra), el mono araña de Geoffroy (Ateles geoffroyi); ambos vitales para el ecosistema de la biósfera de Sian Ka'an debido a que son los encargados de distribuir las semillas que contribuyen a la recuperación de los bosques, el pecarí de collar (Pecari tajacu) que también tiene un papel importante en el ecosistema por su ayuda a la modificación del suelo, tapir centroamericano (Tapirus bairdii), el puma (Puma concolor); mamíferos que se encuentran en riesgo por la pérdida de su hábitat y la caza furtiva. La reserva también es hogar de aves endémicas y migratorias como: el pavon (Penelope purpurascens), chachalaca de Yucatán (Ortalis vetula), ambos dependen de los ecosistemas de manglares y selvas, la garza blanca (Ardea alba), la garza azul (Egretta caerulea), que tienen un rol importante en las áreas de manglar y humedales controlando las poblaciones de peces y pequeños invertebrados, logrando un equilibrio para estos ecosistemas. El carpintero yucateco (Melanerpes pygmaeus), la cigüeña jabirú (Jabiru mycteria), el flamenco americano (Phoenicopterus ruber), el pavo ocelado (Meleagris ocellata).

### Los arrecifes de coral en Sian ka´an
Se puede considerar a los arrecifes de corales como un indicador de la salud de los ecosistemas marinos de la  biósfera; en esta zona, se presentan dos tipos de corales: Los duros  que son el coral de cuerno de ciervo (Acropora), que tiene una forma ramificada, y los corales blandos como el coral masivo (Porites), que es muy resistente.  Ambos tipos de corales son esenciales para la salud del ecosistema marino y la biodiversidad en la región.
La salud de la barrera de arrecifes y los ecosistemas asociados en la biósfera de Sian ka´an se encuentran en peligro. Estos se enfrentan serias amenazas, como el cambio climático, la contaminación y la sobreexplotación de recursos. El aumento de la temperatura del agua y la acidificación del océano son factores críticos que afectan la salud de los corales, provocando fenómenos como el blanqueamiento de corales. Los arrecifes de coral además de ser un gran hogar para la biodiversidad y de mantener poblaciones de peces significativas, proveen servicios ecosistémicos que forman la base de una industria turística como lo son estos espacios naturales.
Actúan como estructuras tridimensionales que proporcionan refugio y áreas de reproducción para muchas especies marinas, protegiendo las costas de la erosión u olas, actuando como barreras naturales que amortiguan el impacto de las fuertes tormentas o corrientes. Debido a la gran importancia de estas especies para la conservación de la zona, se recomienda la implementación de prácticas de conservación y la educación sobre la importancia de estos arrecifes son pasos cruciales para asegurar el futuro marino de la región.

### Especies de animales
Entre las diversas especies de animales que habitan en Sian Kaʼan se cuentan:
- Alouatta pigra (saraguato negro )
- Amazona xantholora (loro yucateco)
- Ardea herodias (garzón azulado)
- Ateles geoffroyi (mono araña de Geoffroy)
- Caracara plancus (carancho)
- Crax rubra (pavón norteño)
- cocodrilo americano (cocodrilo americano)
- Crocodylus moreletii (cocodrilo de pantano)
- Ctenosaura similis (iguana negra de cola espinosa)
- Cuniculus paca (paca común)
- Dasyprocta punctata (agutí centroamericano)
- Dicotyles tajacu (pecarí de collar )
- Eira barbara (tayra)
- Fregata magnificens (fragata común)
- Galictis vittata (grisón mayor)
- Jabiru mycteria (jabirú)
- Leopardus pardalis (ocelote)
- Leopardus wiedii (margay)
- Meleagris ocellata (pavo ocelado)
- Mycteria americana (tántalo americano)
- Nasua narica (coatí de nariz blanca)
- Odocoileus virginianus (venado cola blanca)
- Panthera onca (jaguar)
- Pelecanus occidentalis (pelícano pardo)
- Nannopterum brasilianum (cormorán neotropical)
- Phoenicopterus ruber (flamenco del Caribe)
- Platalea ajaja (espátula rosada)
- Potos flavus (kinkajú)
- Puma concolor (puma)
- Puma yagouaroundi (yaguarundí)
- Ramphastos sulfuratus (tucán piquiverde)
- Sarcoramphus papa (jote real)
- Tamandua mexicana (tamandúa mexicano)
- Tapirus bairdii (tapir centroamericano)
- Tayassu pecari (pecarí barbiblanco)

## Amenazas

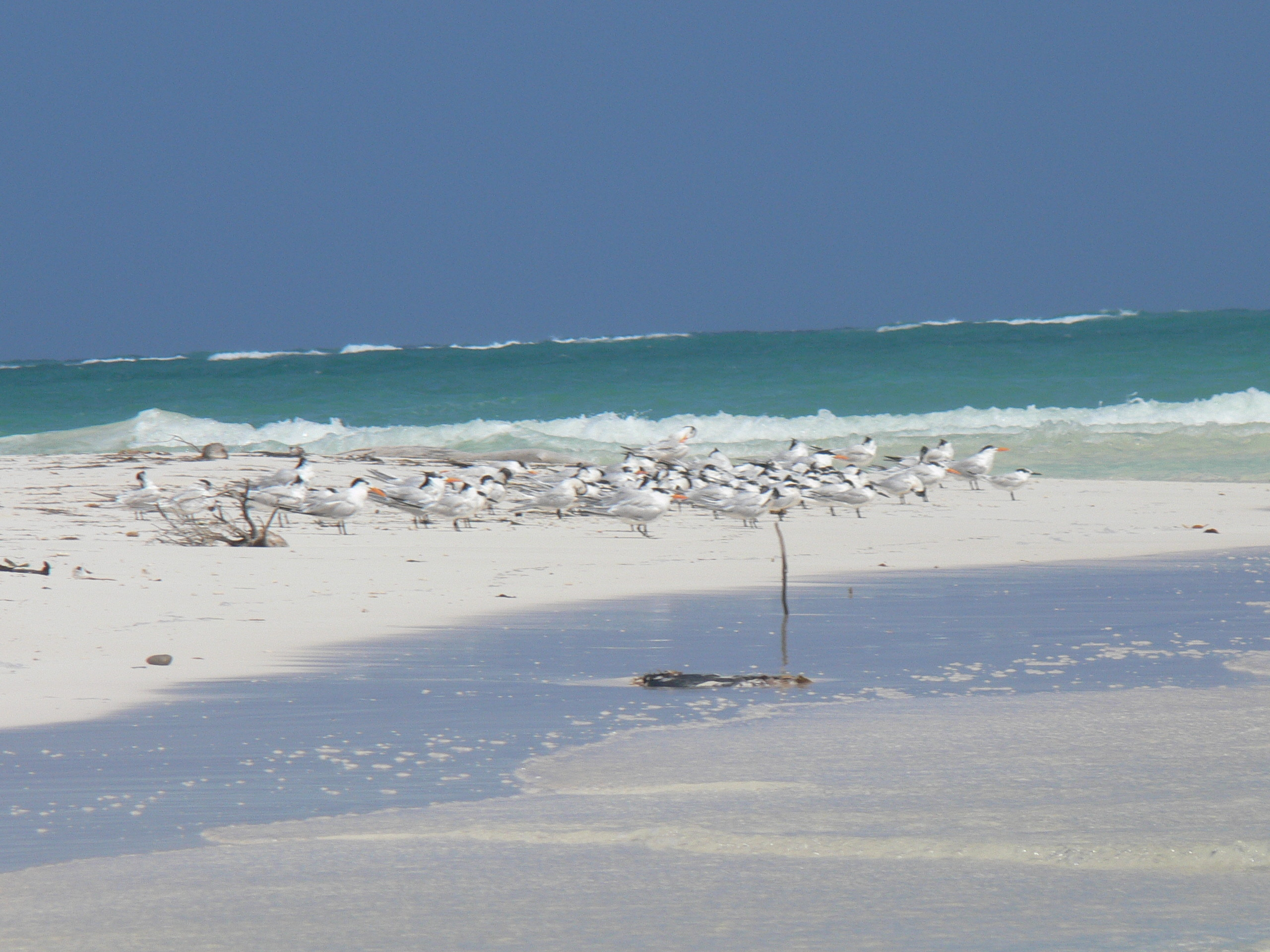
Boca Paila en Sian Ka'an

Quintana Roo se ha convertido en uno de los principales destinos turísticos de México en las últimas décadas. En el territorio de éste que es el estado más oriental del país se ubican importantes centros turísticos como Cancún, Cozumel e Isla Mujeres. Aunque la afluencia de turistas a Sian Ka'an es todavía limitada, la presencia de esos importantes polos de atracción constituye un factor que amenaza el equilibrio ecológico en la reserva de la biosfera si no se imponen algunas restricciones al turismo en la zona. 
Por otra parte, los ecosistemas de la región han sido afectados por la actividad humana en los últimos años. Algunas zonas de la reserva han sido deforestadas para extraer de ellas especies maderables. La devastación de la flora original ha propiciado la introducción de especies extrañas como la casuarina. Por otra parte, el tráfico marítimo ha puesto en peligro la barrera de arrecifes y los ecosistemas asociados.
- Petenes
- Reserva de la Biosfera
- Red Mundial de Reservas de Biosfera